# ユナイテッド・ニュージャージー鉄道運河
ユナイテッド・ニュージャージー鉄道運河（ユナイテッド・ニュージャージーてつどううんが、英語: United New Jersey Railroad and Canal Company）は、ペンシルバニア鉄道網のうち、ニュージャージー州内やニューヨークへ通じる本線を運行していた会社である。現在のアムトラックの北東回廊の一部である。1872年以前は、カムデン・アンド・アンボイ鉄道 (Camden and Amboy Rail Road and Transportation Company) という名前で、ニュージャージー州では最初の鉄道で、アメリカ合衆国内でも初期の鉄道会社であった。またニュージャージー鉄道 (New Jersey Rail Road and Transportation Company) はニュージャージー州のザ・パリセーズ（ハドソン川西岸に沿った崖）を横断する最初の鉄道であった。カムデン・アンド・アンボイ鉄道は、こんにち保存されており走ることができる世界でもっとも古い蒸気機関車であるジョン・ブルを最初に購入・運行した会社であった。またカムデン・アンド・アンボイ鉄道にとって初期のライバルであったデラウェア・アンド・ラリタン運河も、後にこの会社の一部となっている。

## 歴史

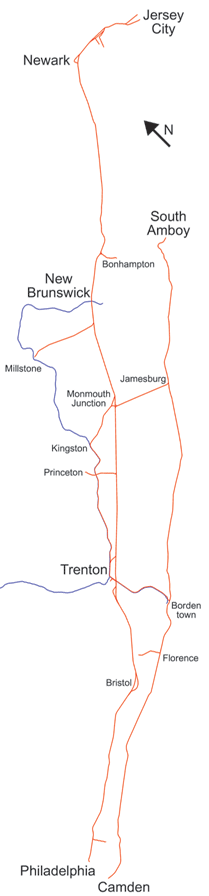
ユナイテッド・ニュージャージー鉄道運河とフィラデルフィア・アンド・トレントン鉄道の地図

アメリカ合衆国で最初の鉄道路線の特許は、1815年2月6日にニュージャージー鉄道 (New Jersey Rail road Company) を代表するジョン・スティーブンスおよびその他の人間に出された。これはターンパイク（有料道路）の特許を基にしており、会社がニューブランズウィックとトレントンの間に鉄道を建設することを認め、これ以降の鉄道特許のモデルとなった。実際にはこの会社は何も建設しなかったが、この考えはのちに1832年に特許を受けたニュージャージー鉄道へと発展した。

### カムデン・アンド・アンボイ鉄道: 1830年 - 1834年

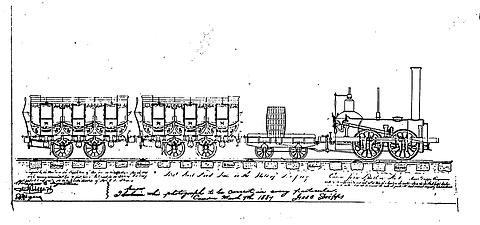
「ジョン・ブル」の1831年当時の様子

カムデン・アンド・アンボイ鉄道 (Camden and Amboy Rail Road and Transportation Company) は、競合するデラウェア・アンド・ラリタン運河との妥協に達した後、両社同時に1830年2月4日に特許を受けた:16ff。カムデン・アンド・アンボイ鉄道およびデラウェア・アンド・ラリタン運河は、フィラデルフィアに通じるデラウェア川とニューヨークへ通じるラリタン川を結ぶという、同じ目標を持っていた。デラウェア・アンド・ラリタン運河は当初のカムデン・アンド・アンボイ鉄道より西側に建設され、デラウェア川からトレントンで出発し、おおむね北東へ伸びてラリタン川沿いのニューブランズウィックに到達していた。一方当初のカムデン・アンド・アンボイ鉄道はフィラデルフィアとデラウェア川を挟んで対岸にあるカムデンを出発し、ラリタン湾に面するサウスアンボイへと到達していた。
ロバート・スティーブンスは1830年代から1840年代にかけてのカムデン・アンド・アンボイ鉄道の社長であった。カムデン・アンド・アンボイ鉄道は1830年4月28日にカムデンで設立され、6月16日から測量が開始された。鉄道は新しい発明であったので、軌条や機関車はイギリスから購入された。建設工事はデラウェア川沿いのボーデンタウンにおいて1830年12月4日に開始され、建設工事はおおむね馬車を用いて行われた。最初の蒸気機関車「ジョン・ブル」はボーデンタウンに1831年9月4日に到着し、11月12日に初めて試験された。ボーデンタウン近郊のスチュワーツ・ポント・ワーフ (Stewarts Point Wharf) から北へハイツタウンまでの最初の区間は1832年10月1日に開通し、当初は馬が牽引して運行された。フィラデルフィアとニューヨークの間は蒸気船が運行されており、またハイツタウンとサウスアンボイの間では駅馬車（ステージコーチ）が用いられていた。この旅行は3ドルの費用がかかり、9時間30分かけて走り、これはほかの経路より1 - 2時間程度早かった。サウス・アンボイまでの残りの区間は12月17日に開通し、駅馬車への乗換がなくなったが、まもなく12月27日にデラウェア川が凍結し、ボーデンタウン以南で駅馬車の運行が必要になった。貨物営業は1833年1月24日から開始された。ジョン・ブルを利用した蒸気機関車の定期運行は、この年の9月9日より開始された。それから2か月も経たないうちに、脱線事故を起こして2人が死亡した。旅客の死亡を伴う鉄道事故としては、アメリカで記録に残る最初のものである。1833年の秋、南にデランコ郡区まで延長され、カムデンまでの全線は1834年12月19日に開通した。

### ジャージーシティからトレントンへ: 1832年 - 1839年
1832年3月7日、ニュージャージー鉄道 (New Jersey Rail Road and Transportation Company) がカムデン・アンド・アンボイ鉄道にほぼ並行して、よりニューヨークに近いジャージーシティを起点として路線の特許を受けた。しかしカムデン・アンド・アンボイ鉄道側の働きかけにより、南はニューブランズウィックまでに制限された。カムデン・アンド・アンボイ鉄道はニューブランズウィックから南へスポッツウッドまでの区間を建設することになった。1836年にフィラデルフィア・アンド・トレントン鉄道と提携したことにより、スポッツウッドの代わりにトレントンまでになった。
1832年11月、ニュージャージー鉄道は競争によって発生する問題を回避するため、ニューアークの東で計画路線に並行していたニューアークターンパイク（有料道路）の支配権を握った。ニューアークから南へニューブランズウィックまで通じていたエセックス・アンド・ミドルセックスターンパイクの株式は1833年4月6日に買収した。路線の大部分はこのターンパイクに直接沿って建設された。当初計画された路線はパセーイク川をセンター・ストリート橋で渡り、パーク・プレイスとブロード・ストリートに沿って南へカーブして直接ターンパイクへ通じていた。橋の西側から支線が川に沿って南へ分岐し、その後南西へブロード・ストリートの南端で本線へ接続するようになっていたが、こちらが本線となって、計画されていたブロード・ストリートに沿った路線は実際には建設されなかった。

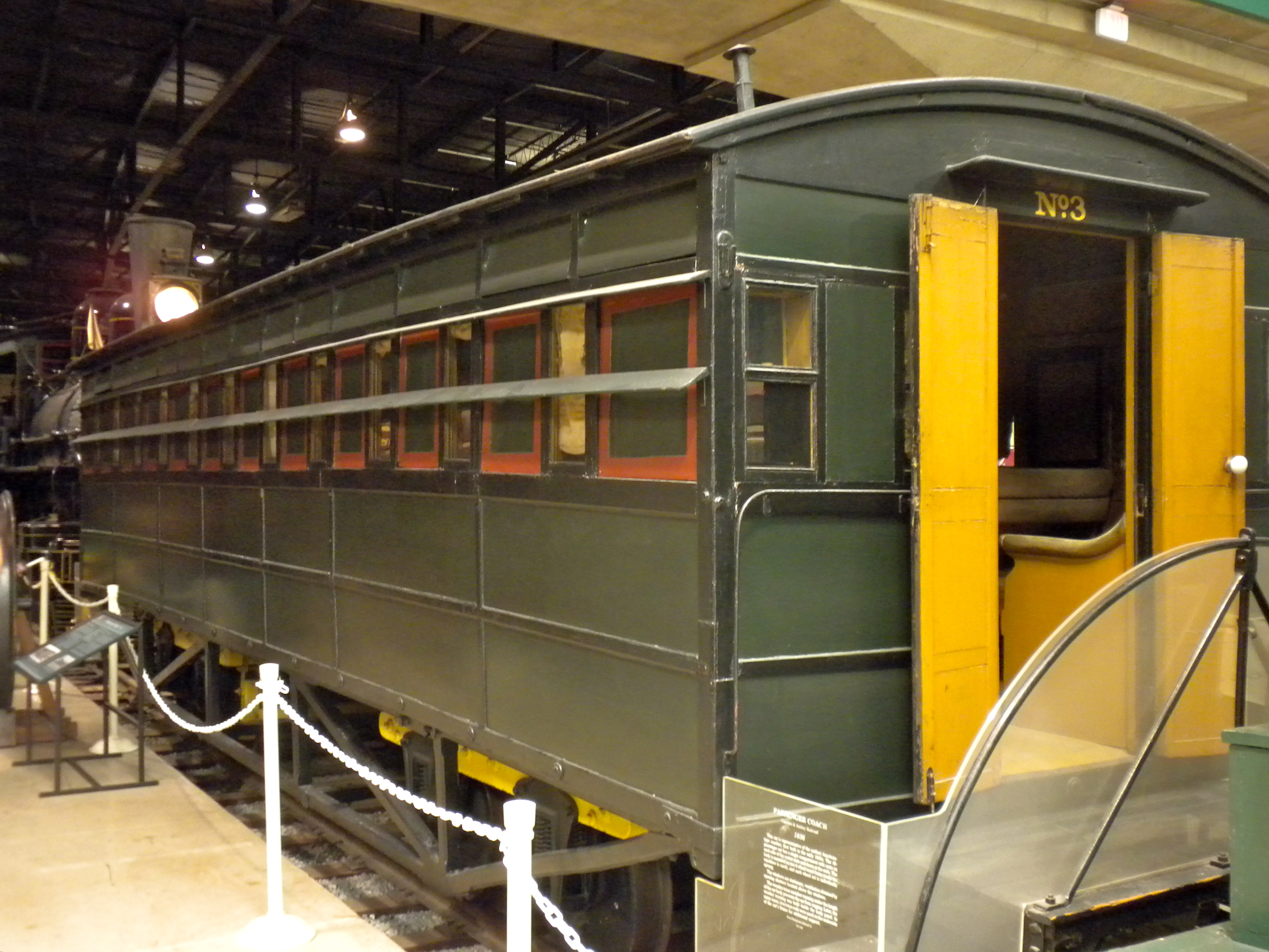
カムデン・アンド・アンボイ鉄道3号客車、1836年製、アメリカ合衆国で現存する客車のうち2番目に古い

1833年11月24日に、ニュージャージー鉄道は脅威を排除するために、パセーイク川およびハッケンサック川に架かる橋を独占していたプロプライエターズ・オブ・ザ・ブリッジズ・オーバー・ザ・リバーズ・パセーイク・アンド・ハッケンサック (Proprietors of the Bridges over the Rivers Passaic and Hackensack) を買収した。1852年頃、ニュージャージー鉄道はパセーイク川およびハッケンサック川の独占を守るために、1849年設立のニューアーク・プランク・ロード・アンド・フェリーを買収した。
ニュージャージー鉄道の定期運行は、バーゲン・ヒルの仮設線路を使用してニューアークとジャージーシティの間で1834年9月15日に開始された。エリザベスまでの延長区間は、ブロード・ストリート南端からのターンパイクを利用して、1835年12月21日に開通した。ラーウェイまでの運行は、やはりエリザベスの南からターンパイクに沿って、1836年1月1日に開始された。1月11日までは、機関車はニューアーク以南のみで使用されたが、それ以降もニューアーク以東では馬力運行がいくらか継続された。7月11日にニューブランズウィックの東で路線が開通し、残りの区間へは乗合馬車に接続していた。これにはイゼリン以北でターンパイクが使用された。1836年9月8日、ニュージャージー鉄道はラリタン川の渡河を独占をしていたニューブランズウィック橋梁会社の過半数の株式を買収した。ラリタン川に架かる鉄道が上、道路が下の2階建ての橋は1837年10月31日に開通し、ニュージャージー鉄道はニューブランズウィックへ到達した。ニューブランズウィック橋梁会社は1838年5月7日に、橋の下部の道路で通行料金を徴収することを認可された。古い1795年完成のオルバニー・ストリート橋は1849年に撤去されたが、のちに再建された。

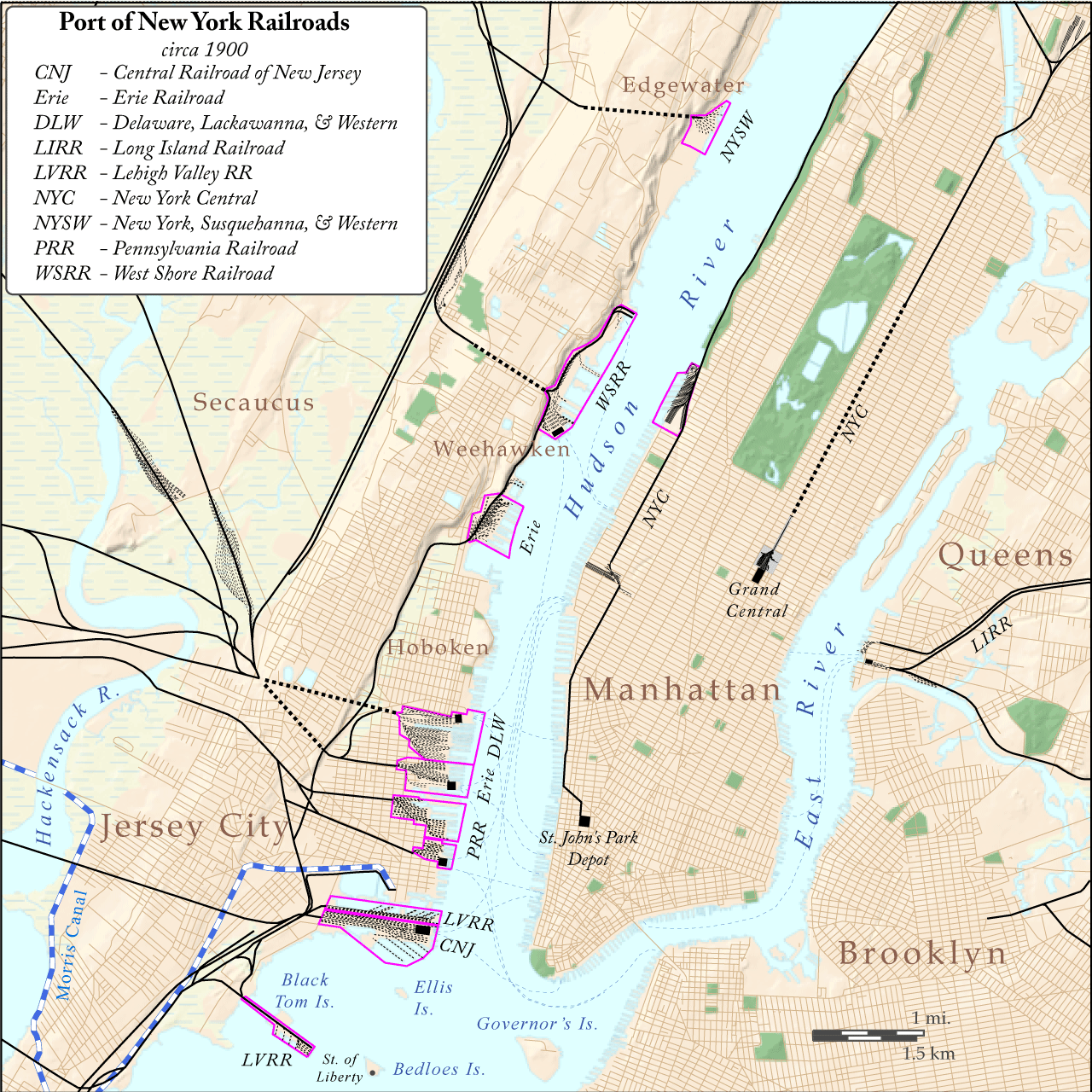
1900年頃のジャージーシティのターミナル駅の地図

ジャージーシティとニューブランズウィックと結ぶ路線で最後に完成となる、バーゲンヒルの切通し区間は1838年1月22日に開通し、それまでの丘を越える仮設線路を置き換えて、馬力の使用が終了した。
1837年3月15日に、カムデン・アンド・アンボイ鉄道の路線特許に追加が認められ、ニュージャージー鉄道と接続するニューブランズウィックへの支線を、トレントンを通過してロワー・トレントン橋およびフィラデルフィア・アンド・トレントン鉄道と接続するために、スポッツウッドではなくボーデンタウンから分岐させることになった。この路線の一部は、デラウェア・アンド・ラリタン運河やニューブランズウィック・アンド・トレントン・ターンパイクに沿って建設することができた。
この支線の建設は、デラウェア・アンド・ラリタン運河の東岸にボーデンタウンとトレントンの間で1837年9月に開始された。支線の最初の区間は1838年4月4日に開通した。ニューブランズウィックまでの延長工事はその年の6月に開始され、1839年1月1日に開通した。この支線はトレントンから北東へ運河の東岸に沿って続けられ、キングストンで運河から分かれて地方を横断してニューブランズウィックの南西にあるミルストン・ジャンクションへと至っていた。同日、ニュージャージー鉄道はニューブランズウィックとミルストン・ジャンクションの間を完成させた。ニュージャージー鉄道はこの経路の3分の1を形成していたが、フィラデルフィアとニューヨークを5時間30分（サウス・アンボイ経由の6時間50分から短縮）で結ぶこの共同運行の収入の6分の1のみを得られるだけであった。

### さらなる接続と線路の付け替え: 1839年 - 1867年
1841年には、トレントンにおいてデラウェア・アンド・ラリタン運河に架かる橋により、フィラデルフィア・アンド・トレントン鉄道と、カムデン・アンド・アンボイ鉄道のトレントン支線の間が接続され、フィラデルフィアとジャージーシティの間の通し運行が可能となった。しかしフィラデルフィア・アンド・トレントン鉄道のフィラデルフィアにおけるケンジントン駅は市街中心部から離れていたため、ほんどの輸送は依然としてカムデン経由であった。
1854年5月31日、カムデン・アンド・アンボイ鉄道は、デラウェア・アンド・ラリタン運河の岸を走る現行線の路盤状況がよくないため、トレントン支線のトレントンとディーンズ・ポンドの間で線路を付け替えることにした。新線が通らないことになるプリンストンへの連絡として木道が建設された。トレントンで運河の下をくぐって新線とフィラデルフィア・アンド・トレントン鉄道を結ぶトンネルは、1860年3月に完成した。新線の建設は1862年10月に開始された。新線でトレントンにあるクリントン・ストリート駅は1863年4月20日に開業し、これまでのステート・ストリート駅を置き換えた。新しいトンネルを通る最初の列車は1863年10月5日に走り、新線は11月23日に開通して、これによりニューヨークとトレントンの間の所要時間は2時間30分に短縮された。1864年9月には新線の2番目の線路が開通したが、旧線は南行の貨物用に残された。プリンストン支線は1865年5月29日に開通し、この日から旧線での旅客列車の運行が中止された。トレントンとプリンストンの間の旧線は7月に撤去され、トレントン側の一部は事業用に一部残された。プリンストンから北へキングストンまでの区間は、プリンストン支線における貨物営業の開始を待って9月に撤去され、キングストンより北の区間（運河に隣り合っていない）はロッキー・ヒル鉄道への接続のために残された。

### ジャージーシティまでの路線の他社による使用
初期のニュージャージー鉄道と緊密に結ばれていたのが、後にエリー鉄道の本線となった、パターソン・アンド・ハドソン・リバー鉄道であった。パターソン・アンド・ハドソン・リバー鉄道は1833年6月に、ザ・パリセーズより西側でマリオン・ジャンクションまで路線を建設し、マリオン・ジャンクションからはハドソン川までの残りの区間をニュージャージー鉄道のバーゲン・ヒル・カットオフを利用することで合意した。パターソン・アンド・ハドソン・リバー鉄道は、ニュージャージー鉄道のどの区間の開通よりも早く、1833年11月29日に開通し、当面はニューアーク・ターンパイクを走る駅馬車でハドソン川へ連絡していた。線路使用権の契約が1834年10月10日に結ばれ、パターソン・アンド・ハドソン・リバー鉄道のジャージーシティまでの運行は10月20日に開始された。ロング・ドックトンネルが1861年4月15日に開通したことで、当時すでにエリー鉄道の一部となっていたパターソン・アンド・ハドソン・リバー鉄道はハドソン川まで独自の路線を確保した。
ニュージャージー鉄道と同様にかかわりがあったのは、モーリス・アンド・エセックス鉄道、後のデラウェア・ラッカワナ・アンド・ウェスタン鉄道の本線であった。1836年10月21日にニュージャージー鉄道はモーリス・アンド・エセックス鉄道の旅客・貨物をニューアークとジャージーシティの間で輸送することに合意し、11月19日に開始された。ニュージャージー鉄道のハリソンで合流する新しい路線は1854年8月5日に開通した。1863年10月14日に、モーリス・アンド・エセックス鉄道はロング・ドックトンネルの使用を開始した。
セントラル・レールロード・オブ・ニュージャージーもまた、1864年8月1日に自社の路線が開通するまでの間、ニュージャージー鉄道の線路をエリザベスからジャージーシティまで使用していた。

### 独占と競争
カムデン・アンド・アンボイ鉄道は、ニューヨークとフィラデルフィアを結ぶ輸送の独占を法的な手段で守ろうとした。この独占は、法律に守られた独占の期限が切れた7年後の1876年5月1日に、ナショナル鉄道の開通でついに破られることになった。
1831年1月19日にニュージャージー州はデラウェア・アンド・ラリタン運河の特許の補足条項を制定し、運河に沿って鉄道の建設を認めた。しかしこの件はすぐに、カムデン・アンド・アンボイ鉄道とデラウェア・アンド・ラリタン運河の連合体によって議論の的になった。1831年2月15日にカムデン・アンド・アンボイ鉄道とデラウェア・アンド・ラリタン運河は合同会社となり、重要な意思決定はすべて合同の取締役会によってなされ、株式も統合された。
1831年2月4日に、州に1,000株を割り当てることと引き換えに、カムデン・アンド・アンボイ鉄道から3マイル以内の場所に建設される鉄道を9年間禁じる独占権を与える法律が通過した。1832年3月2日に通過した「保護法」では、この権利をニューヨーク-フィラデルフィア間のニュージャージー州を横断する輸送に関しての独占に拡大してカムデン・アンド・アンボイ鉄道とデラウェア・アンド・ラリタン運河の合同会社に与えた。1854年3月16日、この排他的な権利は、カムデン・アンド・アンボイ鉄道がウェスト・ジャージー鉄道など他の鉄道会社を支援し、また本線を複線化することを条件として、1869年1月1日まで延長された。
1835年の夏にロバート・ストックトンはトレントン・デラウェア橋およびフィラデルフィア・アンド・トレントン鉄道の株式を購入して支配権を握り、カムデン・アンド・アンボイ鉄道との競争や、ニューブランズウィックでニュージャージー鉄道と接続するための法的な闘争を終わらせようとした。10月12日に、カムデン・アンド・アンボイ鉄道とデラウェア・アンド・ラリタン運河の合同取締役会はフィラデルフィア・アンド・トレントン鉄道の買収を承認し、契約は11月11日に署名され、これによりフィラデルフィア・アンド・トレントン鉄道はトレントンとニューヨークの間のすべての輸送をカムデン・アンド・アンボイ鉄道経由で行うことになった。1836年1月12日にフィラデルフィア・アンド・トレントン鉄道の取締役会にカムデン・アンド・アンボイ鉄道派の人間が選ばれ、さらに6月1日にこれらの3社の株式は按分されることになった。
1862年9月1日、ラリタン・アンド・デラウェア・ベイ鉄道 (Raritan and Delaware Bay Railroad) およびカムデン・アンド・アトランティック鉄道 (Camden and Atlantic Railroad)、そしてラリタン・アンド・デラウェア・ベイ鉄道の北端のポート・モンマスから蒸気船でニューヨークへ連絡して、競合相手となる運行が開始された。この共通の脅威の出現に対して、カムデン・アンド・アンボイ鉄道およびニュージャージー鉄道はより緊密に協力するようになり、10月1日に協定が結ばれた。
後にセントラル・レールロード・オブ・ニュージャージーの一部となるニューアーク・アンド・ニューヨーク鉄道は1869年7月に開通し、ニューアークより東の区間でニュージャージー鉄道に対する競合相手となった。

### 合併とペンシルバニア鉄道による借り受け: 1867年以降
さんざんの論争の末、1867年2月1日にカムデン・アンド・アンボイ鉄道とニュージャージー鉄道は非公式にユナイテッド・ニュージャージー鉄道運河会社として連合した。ペンシルバニア鉄道はこの連合の借り受け契約を1871年5月15日に承認し、ユナイテッド・ニュージャージー鉄道運河側も5月19日に承認した。この借受は12月1日付で実施され、7月1日にさかのぼって効力があるものとされた。1872年5月18日にカムデン・アンド・アンボイ鉄道、デラウェア・アンド・ラリタン運河、ニュージャージー鉄道は合併し、正式にユナイテッド・ニュージャージー鉄道運河会社となった。この新しい会社は2つの部門からなっており、ニューヨーク支社はニュージャージー鉄道とカムデン・アンド・アンボイ鉄道のトレントン支線からフィラデルフィアまでで構成され、一方アンボイ支社は本来のカムデン・アンド・アンボイ鉄道の本線で構成された。

### ペン・セントラル鉄道への合併、経営破綻と後継路線
1968年にペンシルバニア鉄道は、ニューヨーク・セントラル鉄道と合併してペン・セントラル鉄道となった。インフレーション、経営のまずさ、異常に厳しい天候、政府が保証していた2億ドルの運営資金の撤回などにより1970年にペン・セントラル鉄道は倒産保護の申請へと至った:233-234。ペン・セントラル鉄道は裁判所の監督下で1976年まで運行を続け、この年に北東回廊は旅客輸送のためにアムトラックへ移管され、残りの部分は新しく政府が出資して設立されたコンレールに移管された:4-5。当初コンレールはニュージャージー州運輸省との契約の下で通勤輸送を行っていた。1979年に通勤輸送は新しく州が設立したニュージャージー・トランジットに買収された:20。

## その他の支線
バーリントン・アンド・マウント・ホーリー鉄道は1849年に開通し、バーリントンから南東へマウント・ホーリー郡区までの支線となった。開業時点からこの会社はカムデン・アンド・アンボイ鉄道の支配下にあった。
ベルビディア・デラウェア鉄道もまたカムデン・アンド・アンボイ鉄道傘下で、1851年から1855年にかけてトレントンから北へベルビディアまで段階的に開業した。ベルビディア・デラウェア鉄道はユナイテッド・ニュージャージー鉄道運河により1876年1月1日に借り受けられた。
フリーホールド・アンド・ジェームズバーグ・アグリカルチュラル鉄道は、カムデン・アンド・アンボイ鉄道のジェームズバーグから東へフリーホールドまで1853年に開通した。これもまたカムデン・アンド・アンボイ鉄道の傘下であった。1866年1月に、新しいトレントン支線のモンマス・ジャンクションと当初の本線のジェームズバーグを結ぶ連絡線が開通した。この路線は、フリーホールド・アンド・ジェームズバーグ・アグリカルチュラル鉄道の路線特許で建設されたものであったが、1874年7月29日にユナイテッド・ニュージャージー鉄道運河へ移管された。1879年7月16日付の契約により、同年6月1日に遡ってこの鉄道はユナイテッド・ニュージャージー鉄道運河が借り受けることになった。
ミルストン・アンド・ニューブランズウィック鉄道は1854年に開通し、ニュージャージー鉄道の南端に近いミルストン・ジャンクションから西へミルストンへと走っていた。ミルストン・アンド・ニューブランズウィック鉄道は1915年4月21日に強制執行により買収された。
ボンハンプトン (Bonhampton) への支線は1860年に開通した。
1864年にラーウェイから南へパースアンボイまでの支線として、パース・アンボイ・アンド・ウッドブリッジ鉄道が開通し、ニュージャージー鉄道により運営された。1889年6月26日付の契約により、1891年1月1日からユナイテッド・ニュージャージー鉄道運河が借り受けることになった。
ロッキー・ヒル鉄道 (Rocky Hill Railroad and Transportation Company) は1864年にカムデン・アンド・アンボイ鉄道のキングストンから旧線に沿って北へロッキー・ヒルまでの支線として開通した。カムデン・アンド・アンボイ鉄道は1869年11月22日に借り受けて、1870年6月1日から運行を開始した。
カムデン・アンド・バーリントン・カウンティ鉄道 (Camden and Burlington County Railroad) はカムデンから東へマウント・ホーリーまで走っており、1867年にカムデン・アンド・アンボイ鉄道による運営で開通した。1868年にカムデン・アンド・アンボイ鉄道はビンセンタウン・ブランチ・オブ・バーリントン・カウンティ鉄道 (Vincentown Branch of Burlington County Railroad) を借り受けて、まもなく公式にカムデン・アンド・バーリントン・カウンティ鉄道をも借り受けた。
ペンバートン・アンド・ハイツタウン鉄道は、カムデン・アンド・アンボイ鉄道のハイツタウンから南へペンバートンまで、1868年にカムデン・アンド・アンボイ鉄道の借り受け・営業で開通した。
ニュージャージー鉄道は1868年3月30日にハーシムスの水面下の土地の買収を認可され、この年はのちにハーシムス支線が接続する大きな貨物ターミナルとなった。
1869年、マウント・ホーリー・ランバートン・アンド・メドフォード鉄道 (Mount Holly, Lumberton and Medford Railroad) がカムデン・アンド・アンボイ鉄道の借り受けで、マウント・ホーリーから南へメドフォードまで開通した。
1870年4月に、センター・ストリート橋を通らずにパセーイク川を横断して直接結ぶ新しい路線が開通した。古い橋は貨物用および市街地への運行用に残された。新線には新しいマーケット・ストリートの駅が含まれ、これは現在のペンシルベニア駅となっている。
コロンバス・キンコラ・アンド・スプリングフィールド鉄道 (Columbus, Kinkora and Springfield Railroad) は1871年3月11日に借り受けられた。マーサー・アンド・サマーセット鉄道は1871年10月1日に借り受けられた。
1872年に、デラウェア川沿いの工場までフローレンス郡区からの支線が建設された。
ミルハム支線は1876年に開通し、トレントンの北東側で旧線と新線を連絡した。
カーニーの2本の支線も買収された。メドウズ支線は1917年から1918年にかけてユナイテッド・ニュージャージー鉄道運河により建設され、メドウズ第2支線は1917年10月15日にニューアーク・ファクトリー・サイツから買収された。

## 現在の路線
当初のカムデン・アンド・アンボイ鉄道の路線およびトレントン支線のカムデンのパボニアヤードからトレントンまでは、1999年まではコンレールのボーデンタウン支局に含まれていた。現在はニュージャージー・トランジットのリバー線として、気動車が運行されている。貨物列車も夜間に運行されている。トレントン支線の残りの区間はアムトラックの北東回廊となっている。
当初の路線のボーデンタウンからロビンズビルまでは、コンレールのロビンズビル専用線となっている。ロビンズビルからハイツタウンまでの線路は撤去されている。残りのサウス・アンボイまでの路線はコンレールのハイツタウン支線（ジェームズバーグ以南）およびアンボイ支局となっている。
プリンストン支線はニュージャージー・トランジットによって旅客営業が継続されている。トレントンの旧線はなお貨物用に使用されている。キングストンからモンマス・ジャンクションまでの旧線は、1983年にコンレールによって廃止された。フローレンス支線は現存する。
トレントンから東へマンハッタン・トランスファーの跡までの49マイルの路線は北東回廊の一部となっている。そこから東へ、ザ・パリセーズの東側までパストレインとコンレールのパセーイク・アンド・ハーシムス線が線路敷地を共同で使用している。ザ・パリセーズよりも東側ではエクスチェンジ・プレイスまでの高架はおおむね取り壊されており、ハーシムスまでの築堤以外の高架構造物も同様である。しかしパストレインがこの敷地に沿って運行されている。